# Mesângio extraglomerular
Em histologia, o mesângio extraglomerular é uma das estrutura microscópica que formam o aparelho justaglomerular, localizado na região entre a mácula densa e a arteríola aferente e eferente. Como o próprio nome diz, o mesângio extraglomerular está localizado fora do glomérulo, ao contrário do mesângio intraglomerular, que está localizado dentro do glomérulo.